# Harald Nilsonne

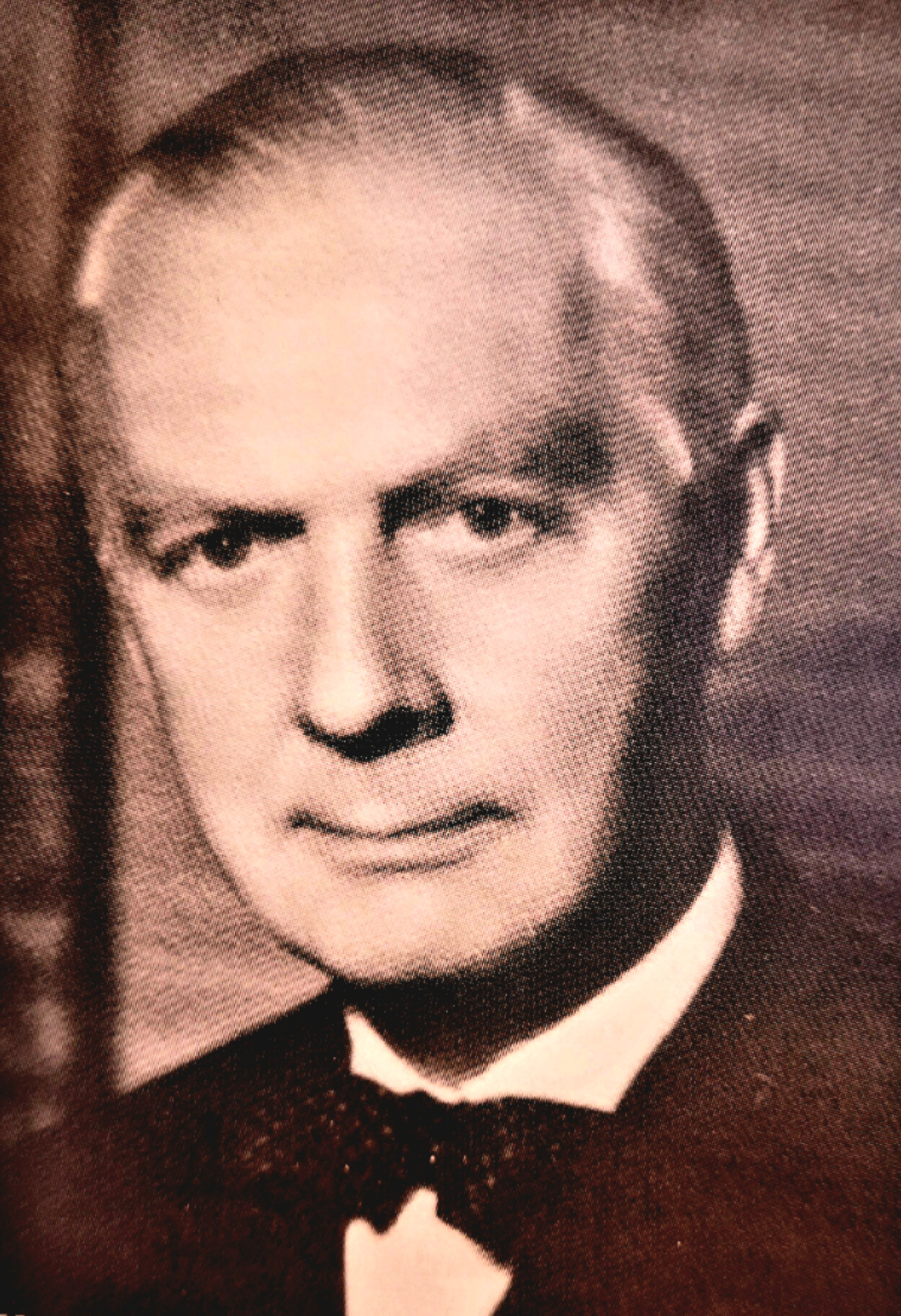
Harald Nilsonne.

Claes Harald Nilsonne, född 1 april 1897 i Stockholm, död där 3 december 1977, var en svensk läkare.
Harald Nilsonne var son till affärsmannen Claes Nilsson och Jenny Nyström. Efter studentexamen i Stockholm 1915 studerade han vid Karolinska Institutet, där han blev medicine kandidat 1919 och medicine licentiat 1923. 
Efter några förordnanden var Nilsonne amanuens vid Karolinska Institutets ortopediska klinik (Vanföreanstalten) i olika perioder 1921–1923, underläkare vid Kronprinsessan Victorias kustsanatorium 1924 samt amanuens vid Vanföreanstalten 1925–1926, där han 1927–1935 var andre underläkare (från 1931 med titeln biträdande överläkare). Samtidigt var han biträdande lärare i ortopedi och rörelsebehandling vid Karolinska Institutet. 1940–1943 var Nilsonne biträdande läkare vid Serafimerlasarettet, och från 1943 var han överläkare vid Eugeniahemmet. Från 1928 innehade han även privatpraktik i Stockholm, och från 1945 var han överläkare i Försäkringsaktiebolaget Skandia-Freja. 
Nilsonne blev bataljonsläkare i Fältläkarkåren 1925, övergick till reserven 1928 och erhöll avsked 1930. Han var generalsekreterare i Nordisk ortopedisk förening 1932–1939 och var från 1939 tillfällig ledamot av Försäkringsrådet. Nilsonne publicerade ett antal skrifter om ortopedi och försäkringsmedicin. 1964 blev Nilsonne hedersdoktor vid Karolinska Institutet. Han var även intresserad av modern konst, och var från 1937 styrelseordförande i föreningen Nutida konst.